# Traeth Mawr

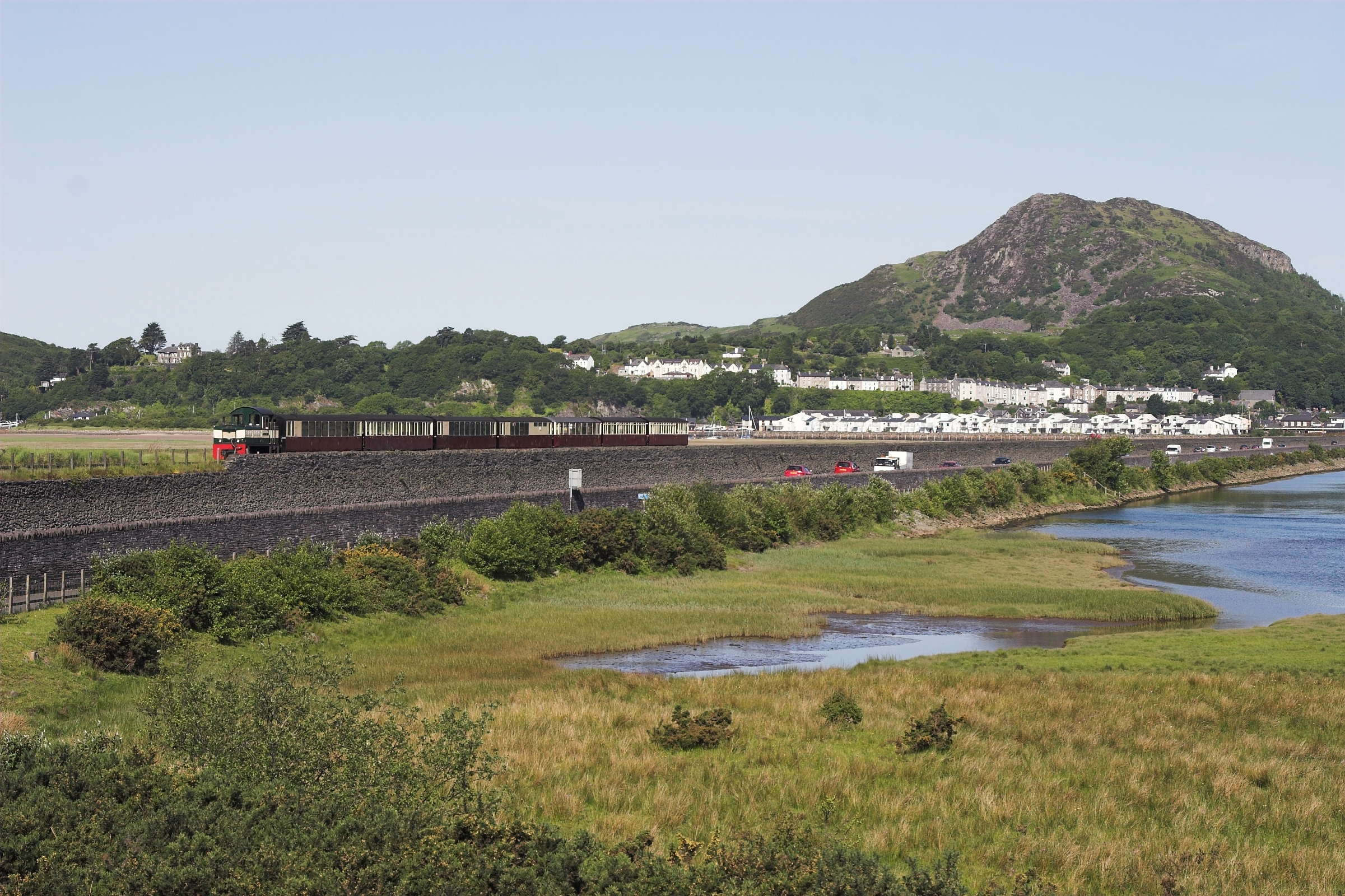
Ansicht des Dammes von der Landseite mit Porthmadog im Hintergrund.

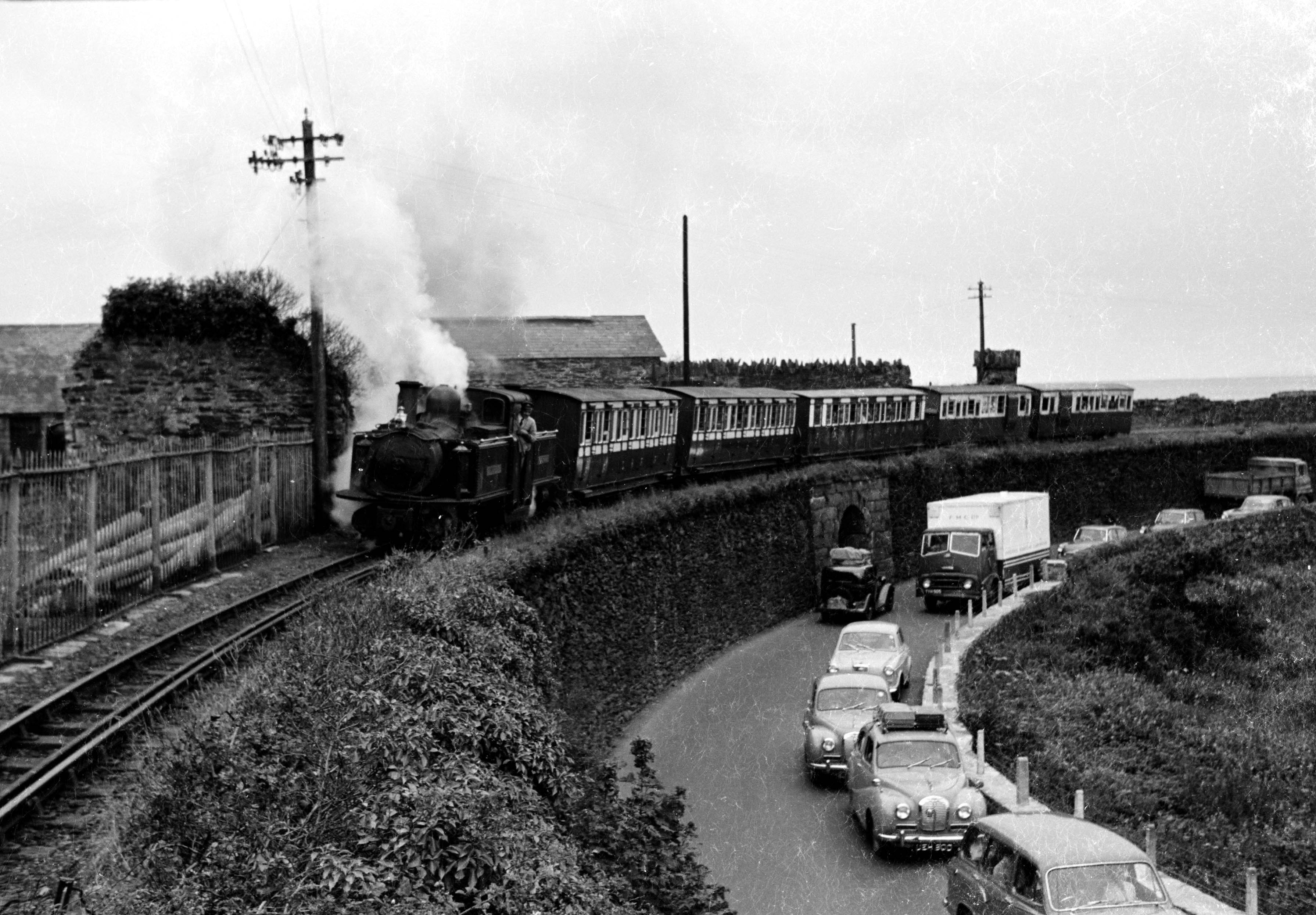
Ein Zug der Ffestiniog Railway und die vor dem Mauthaus wartende Autoschlange (1961)

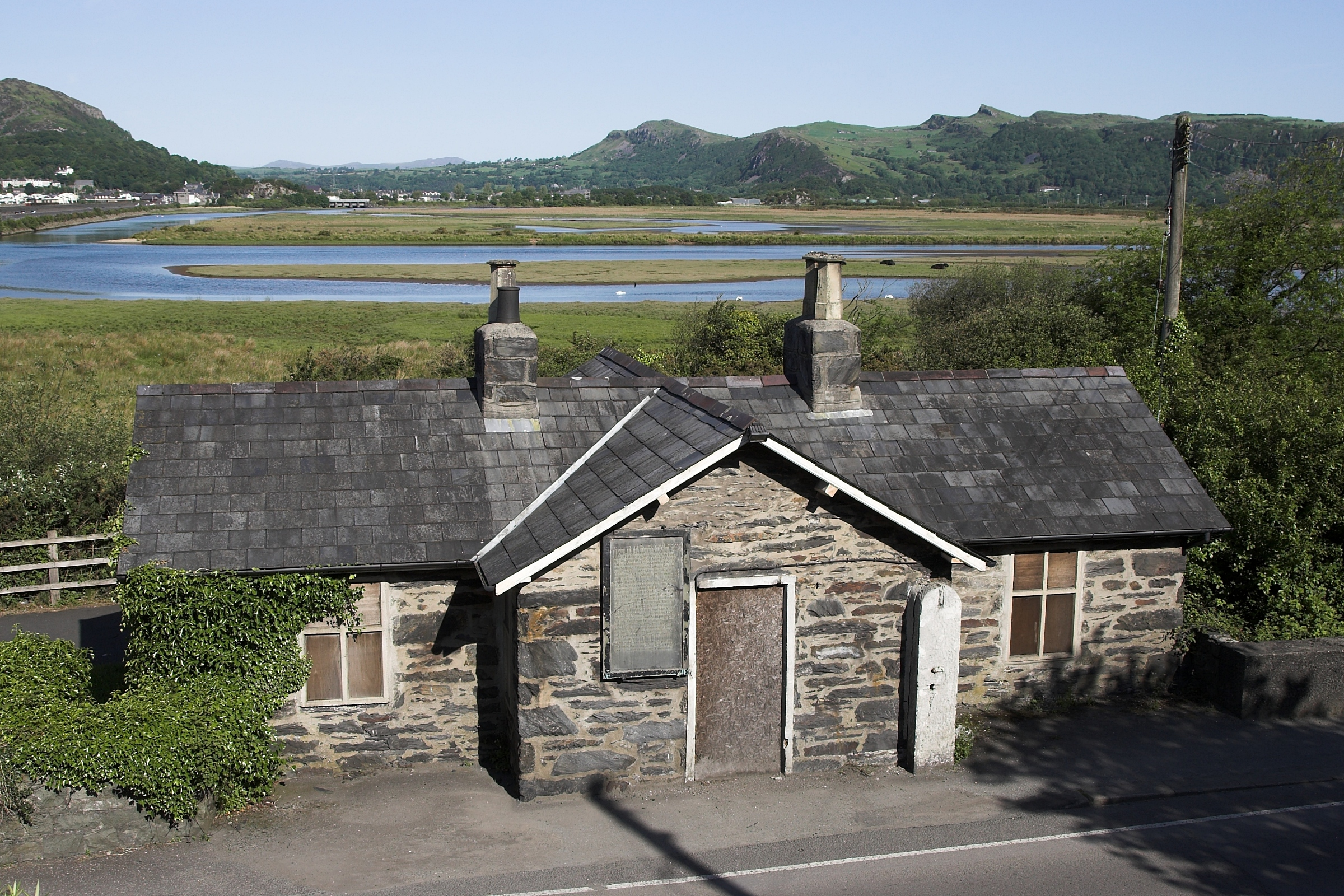
Das historische Mauthaus am südlichen Ende.

Der Traeth Mawr (walisisch "Großer Strand") ist ein Polder bei Porthmadog im Nordwesten von Wales. Das Gebiet östlich der Lleyn-Halbinsel war ursprünglich der Ästuar des Afon Glaslyn, der sich bis zur Pont Aberglaslyn etwa 12 Kilometer ins Hinterland erstreckt hat.
Im 18. Jahrhundert wurden dem Ästuar durch Deichbauten stückweise kleinere Landgebiete abgerungen. 1798 kaufte William Madocks (1773–1829) ein Stück Land und gründete darauf den Ort Tremadog. Zwischen 1808 und 1811 ließ er einen Deich quer über die Flussmündung bauen und trennte damit den größten Teil des Ästauars vom Meer. Dieser Deich wird lokal „The Cob“  genannt und ist etwa 1,3 Kilometer lang. Über ihn führen die Küstenstraße A487 sowie die Strecke der Ffestiniog Railway. Die Mautpflicht für die Straßenbenützung wurde nach Verkauf der Straße an die walisische Nationalversammlung im Jahr 2003 aufgehoben.
Am nordwestlichen Ende des Deichs entstand die Stadt Porthmadog; am südöstlichen Ende befindet sich der Steinbruch, in dem das notwendige Material gewonnen wurde. Hier ist auch das historische Mauthaus erhalten geblieben.
Außerhalb des Deichs vereinigt sich der Traeth Mawr mit dem Traeth Bach ("Kleiner Strand"), dem südöstlich gelegenen Ästuar des Afon Dwyryd. Das Poldergebiet wird landwirtschaftlich genutzt; außer den am Rand liegenden Orten Porthmadog und Tremadog gibt es, abgesehen von einzelnen Höfen, keine Ansiedlungen.
Treath Mawr war auch der Name einer provisorischen Endhaltestelle des von Porthmadog ausgehenden südlichen Teils der Welsh Highland Railway.